# Gewinn je Aktie
Der Gewinn je Aktie (englisch earnings per share, kurz EPS) ist eine betriebswirtschaftliche Kennzahl zur Beurteilung der Ertragskraft einer Aktiengesellschaft, die sowohl nach IAS/IFRS als auch nach US-GAAP für börsennotierte Unternehmen jeweils im Jahresabschluss veröffentlicht werden muss. 
Diese Kennzahl stellt eine besondere Form der Eigenkapitalrendite dar. Ziel muss zunächst sein, den Gewinn eines Unternehmens einheitlich zu definieren. Dazu bietet sich aus der Gewinn- und Verlustrechnung der Jahresüberschuss an, wie er sich aus § 275 Abs. 3 Nr. 16 HGB beim Umsatzkostenverfahren ergibt.

## Ermittlung
Für die Ermittlung dieser Kennzahl wird der Konzernjahresüberschuss des Unternehmens (im untersuchten Zeitraum) durch die durchschnittlich-gewichtete, während dieses Zeitraums ausstehende Anzahl von Aktien dividiert.
{\displaystyle {\text{Gewinn je Aktie}}={\frac {\mathrm {Konzernjahres{\ddot {u}}berschuss} }{\text{Anzahl der Aktien}}}}

### Ermittlung bei verschiedenen Aktiengattungen
Wenn für verschiedene Aktiengattungen (zum Beispiel für Stamm- und Vorzugsaktien) unterschiedliche Dividenden gezahlt werden, ist zusätzlich zwischen ausgeschüttetem und thesauriertem Gewinn zu unterscheiden:
{\displaystyle {\text{Gewinn je Aktie der Gattung}}={\frac {\mathrm {anteiliger\ thesaurierter\ Konzernjahres{\ddot {u}}berschuss} }{\text{Anzahl der Aktien der Gattung}}}+{\text{Dividende je Aktie der Gattung}}}
Der anteilige thesaurierte Konzernjahresüberschuss ist der Anteil des Jahresüberschusses, der der jeweiligen Aktiengattung nach den Gewinnverteilungsregeln vertraglich oder satzungsmäßig zustehen.

## Berücksichtigung von Verwässerungseffekten
Existieren ausübbare Aktienoptionen (auf neue Aktien) oder Wandelanleihen, so ist zusätzlich der verwässerte Gewinn je Aktie unter Berücksichtigung der möglichen Kapitalerhöhungen bei Optionsausübung auszuweisen. Dabei kommt die sog. Treasury Stock – Methode zur Anwendung; dabei wird die Gesamtzahl der Aktien angepasst um die im Geld stehenden Optionen (d. h. Höchstzahl der Aktien, die theoretisch mit dem Ausüben der Optionen emittiert werden, unabhängig vom möglichen Ausübungszeitraum) minus der Anzahl der Aktien, die zum aktuellen Kurs im Markt mit dem Emissionsgeld erworben werden können.

### Zahlenbeispiel
- Es stehen 100 Aktien aus; zudem berechtigen 10 Optionen den Bezug von Aktien zu einem Preis von € 5; der aktuelle Aktienkurs ist bei € 10.
- Die Optionen stehen im Geld, da Ausgabepreis geringer ist als der aktuelle Börsenkurs (€ 5 < € 10). Sollten die Optionen ausgeübt werden, werden maximal 10 Aktien mit einem Mittelzufluss für das Unternehmen von € 50 (10 × € 5) emittiert. Zum aktuellen Kurs, könnte das Unternehmen dafür 5 Aktien erwerben. Die verwässerte Anzahl der Aktien im Nenner ist somit 105 = (100 + 10 - 5)
- Bei einem Gewinn von € 20, ist der Gewinn je Aktie € 0,20 und der verwässerte Gewinn je Aktie € 0,19